# Масленников Ігор Федорович
І́гор Фе́дорович Ма́сленников (рос. Игорь Фёдорович Масленников; 26 жовтня 1931, Нижній Новгород — 17 вересня 2022, Санкт-Петербург) — радянський і російський кінорежисер, сценарист. Заслужений діяч мистецтв РРФСР (1979). Народний артист РРФСР (1987). Лауреат Державної премії Росії (2001). Кавалер ордена Пошани (2004). Перший секретар Спілки кінематографістів Росії.

## Життєпис
Народився 26 жовтня 1931 року у місті Горький (тепер Нижній Новгород). У 1954 році закінчив відділення журналістики Ленінградського університету і працював редактором, сценаристом, автором-оператором Ленінградського телебачення.
У 1965 році поступив на Найвищі режисерські курси при «Ленфільмі» (майстерня Г. Козинцева), по завершенню навчання став режисером цієї кіностудії. В кіно дебютував у 1968 фільмом про старшокласників «Особисте життя Кузяєва Валентина». Працював у різноманітних жанрах, ставлячи фільми для дітей («Завтра, третього квітня...»), фільми про спорт («Гонщики»), костюмно-історичні картини («Ярославна, королева Франції»). У 1974 поставив спільну радянсько-норвезьку картину «Під кам'яним небом», в основі сюжету якої були драматичні події, що трапилися в одному з норвезьких міст у часи нацистської окупації. В 1976 екранізував «Сентиментальный роман» Віри Панової.
Великим успіхом Масленникова став цикл телесеріалів про Шерлока Холмса і доктора Ватсона, вперше показаний на Центральному телебаченні в кінці 1970-х — початку 1980-х років. Відшукавши вдалих виконавців не лише на головні, але й на другорядні ролі (В. Ліванов, В. Соломін, Б. Брондуков, Р. Зелена, М. Михалков та інші) і приділивши достатньо уваги достовірності історичних і побутових деталей, режисер надовго закріпив у свідомості мільйонів глядачів своє трактування славнозвісних героїв і сюжетів Конан Дойля.
У 1985 році Масленников поставив за сценарієм В. Валуцького мелодраму «Зимова вишня», що стала одним з найпопулярніших фільмів десятиліття у Радянському Союзі й відкрила для глядачів актрису О. Сафонову. Фільм і його героїня мали такий успіх, що через п'ять років режисер зняв його продовження, а потім — і фільм «Зимова вишня 3» (1995) і однойменний телесеріал (1997).
У 1989 році Масленников зняв для телебачення пригодницьку картину «Філіпп Траум» за мотивами повісті Марка Твена «Таємничий незнайомець» (кіноваріант — «Хроніка сатани-молодшого»). В співпраці з французькими партнерами екранізував розповідь Л. Андреєва «Темрява», де головні ролі виконали Олег Янковський і Ксенія Качаліна.
З 1998 року Масленников — перший секретар правління Союза кінематографістів Росії.
Помер 17 вересня 2022 року у Санкт-Петербурзі в 90-річному віці.

## Фільмографія
Режисерські роботи:
- 1967 — «Особисте життя Кузяєва Валентина»
- 1969 — «Завтра, третього квітня...»
- 1972 — «Гонщики» (співавт. сценар.)
- 1972 — «Сентиментальний роман» (автор сценар.)
- 1974 — «Під кам'яним небом»
- 1978 — «Ярославна, королева Франції»
- 1979 — «Шерлок Холмс і доктор Ватсон»
- 1980 — «Пригоди Шерлока Холмса і доктора Ватсона»
- 1981 — «Пригоди Шерлока Холмса і доктора Ватсона: Собака Баскервілів» (співавт. сценар.)
- 1982 — «Пікова дама»
- 1983 — «Пригоди Шерлока Холмса і доктора Ватсона: Скарби Агри» (автор сценар.)
- 1985 — «Зимова вишня»
- 1986 — «Пригоди Шерлока Холмса і доктора Ватсона: Двадцяте століття починається» (автор сценар.)
- 1988 — «Продовження роду»
- 1989 — «Філіпп Траум»
- 1990 — «Зимова вишня 2»
- 1995 — «Зимова вишня 3»
- 1996 — «Театр Чехонте. Картинки з недавнього минулого» (телевистава)
- 1999 — «Що сказав небіжчик» (телесеріал)
- 2000 — «Спогади про Шерлока Холмса» (телесеріал)
- 2002 — «Листи до Ельзи» (продюсер)
- 2004 — «Тимур і його командос»
- 2006 — «Російські гроші» (авт. сценар.; екранізація п'єси «Вовки та вівці» Олександра Островського)
- 2009 — «Банкрут»